# Anatya januaria
Anatya januaria är en trollsländeart som beskrevs av Friedrich Ris 1911. Anatya januaria ingår i släktet Anatya och familjen segeltrollsländor. Inga underarter finns listade i Catalogue of Life.